# Aalborg Brutal Marathon
Aalborg Brutal Marathon er et maratonløb, der afholdes i Aalborg.
Løbet har været afholdt siden 2000 i Aalborg-bydelen Hasseris. Løbet afvikles altid Langfredag. I 2011 afholdtes løbet 22. april

## Resultater
| År   | Mænd                   | Sluttid  | Kvinder                 | Sluttid  | Antal fuldførende deltagere |
| ---- | ---------------------- | -------- | ----------------------- | -------- | --------------------------- |
| 2002 | Mark Linder Pedersen   | 02:54:42 | Helle Møland Knudsen    | 03:40:33 | 137                         |
| 2003 | Mark Linder Pedersen   | 02:52:14 | Margit Hansen           | 03:45:24 | 133                         |
| 2004 | Mark Linder Pedersen   | 03:03:58 | Helle Møland Mortensen  | 03:37:57 | 126                         |
| 2005 | Kjetil Havstein        | 03:04:06 | Stine Rex               | 03:19:42 | 132                         |
| 2006 | Kjetil Havstein        | 03:00:13 | Stine Rex               | 03:28:22 | 160                         |
| 2007 | Reima Hartikainen (SE) | 02:56:18 | Stine Rex               | 03:43:02 | 164                         |
| 2008 | Ole Christensen        | 03:08:18 | Karen Marie Brøgger     | 03:41:39 | 169                         |
| 2009 | Peter Mousten          | 02:54:24 | Janni Mosberg S. Jensen | 03:46:44 | 190                         |
| 2010 | Peter Mousten          | 02:51:37 | Katrine Amtkjær Nielsen | 03:29:43 | 203                         |
| 2011 | David Criniti (AUS)    | 02.41.48 | Melissa Selby (AUS)     | 03.30.05 | 245                         |

## Eksterne kilder
Løbets officielle hjemmeside